# Templo y exconvento de San Agustín (Celaya)
El Templo de San Agustín es un edificio católico ubicado en el centro histórico de la ciudad de Celaya, Guanajuato, México. El templo es catalogado como monumento histórico por el Instituto Nacional de Antropología e Historia (INAH) para su preservación.

## Acerca del templo

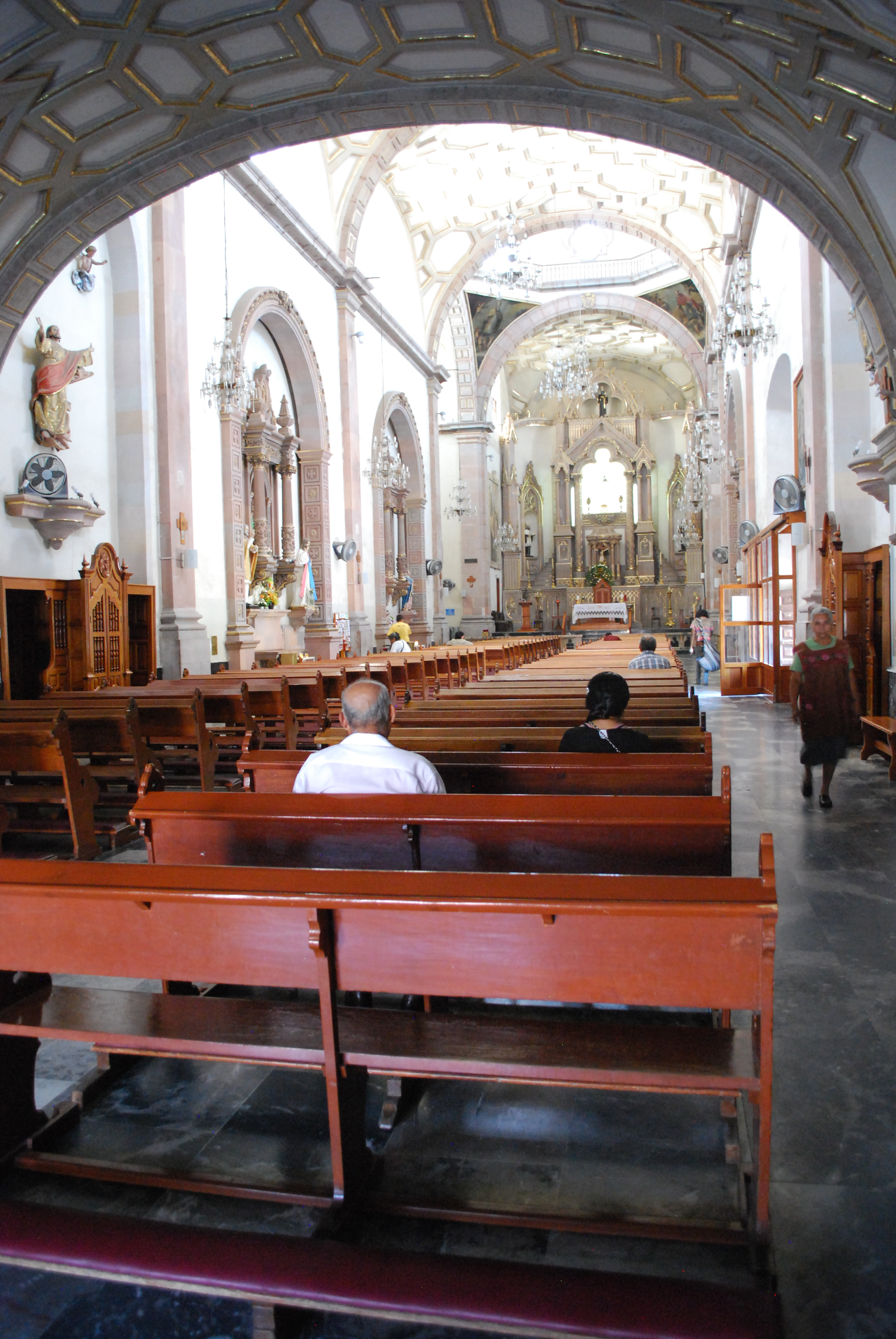
Vista de la nave del templo.

Se colocó la primera piedra del convento agustino de Celaya en 1609. El rey Felipe II de España autorizó la construcción de dicho convento y de otras tres más en otros pueblos. Se creó un amplio terreno para un futuro cementerio. Destaca por su decoración plateresca con reminiscencia morisca, única y distintiva. Frente al convento se localiza un parque. Antes era un jardín en el que los monjes agustinos cuidaban y sembraban varias plantas. Había una acequia de donde obtenían agua conocida como «de los Bajos de San Agustín». Esta contaba en su exterior con un laureles de la India y bancas de metal a su alrededor. Con la apertura de la futura Carretera Federal 51 el jardín se vio reducido en su lado poniente. En este proceso también se movió el monumento a Ignacio Allende. Debido a las Leyes de Reforma el convento fue desamortizado en 1863. En 1880 su claustro fue convertido en prisión y duró así hasta 1962. Fue convertido en una escuela de artes plásticas y desde 1976 es un centro cultural.
En 1846 fue modificado el altar mayor barroco y reemplazado por uno nuevo de cantera en forma de medallones góticos. En 1850 fueron cambiados los retablos dorados de los cruceros hechas con madera de sabino. En su lugar se colocaron unos nuevos de madera corriente pintados de color cantera. En 1888 se pintaron los arcos y columnas de cantera para darle un aspecto de mármol. En algún momento el templo tenía pinturas de santos en estofados de hoja de oro, pero no se sabe que les sucedió. Su torre campanario fue inspirada en la Giralda de la Catedral de Sevilla, España. La torre está dividida en tres cuerpos. Uno de los cuerpos representa a los evangelistas. Su campanario es esbelto y fue remodelado por el arquitecto Francisco Eduardo Tresguerras. El altar mayor actual fue obsequiado al templo en 1942. Arriba se encuentra Nicolás de Tolentino, patrono del templo, después la Virgen del Socorro, al lado izquierdo Mónica de Hipona y a la derecha a Agustín de Hipona. Aparte del altar mayor se puede observar un retablo que data de 1609 con las imágenes de la Santísima Trinidad, Santa Mónica y San Agustín. También hay otro retablo del siglo XX. Las imágenes más veneradas son de la Virgen de San Juan de los Lagos y de Jesucristo; ambas se localizan justo por la entrada del templo. A lo largo de su historia el templo ha tenido tres pisos. El original era de madera de mezquite, luego fue una de mosaico y actualmente es de mármol.